# Tankepoliti (1984)
Tankepolitiet er det hemmelige politi i George Orwells dystopiske roman 1984. Tankepolitiets opgave er at afsløre og straffe tankeforbrydelser vha. psykologi og en allestedsnærværende overvågning af befolkningen, så man kan finde frem til de personer, som er i stand til overhovedet at tænke på at gøre oprør.
Orwells Tankepoliti og jagten på tankeforbrydelser er baseret på de metoder, som de totalitære stater i det 20. århundrede brugte. Det har også meget at gøre med Orwells egen evne til at erkende ubehagelige kendsgerninger, som han udtrykte det, og hans villighed til at kritisere de fremherskende ideer – hvilket bragte ham i konflikt med andre og deres "ildelugtende små ortodoksier". Selvom Orwell kaldte sig selv demokratisk socialist, mente mange andre socialister (især de, der gik ind for den kommunistiske udgave af socialismen), at hans kritik af Sovjetunionen under Stalin skadede den socialistiske sag.

Denne artikel er en oversættelse af artiklen Thought Police på den engelske Wikipedia. Oversættelsen tager i sin sprogbrug desuden udgangspunkt i den danske udgave af 1984 (Gyldendals Tranebøger 1973), oversat af Paul Monrad.